# JCAU
JCAU, afkorting van Jo Coenen Architects and Urbanists, is een Nederlands architectenbureau. In 1979 opende Jo Coenen in Eindhoven de eerste vestiging van zijn eigen architectenbureau. In 1990 verhuisde het bureau naar Maastricht en inmiddels heeft het onder de naam Jo Coenen Architects & Urbanists ook een vestiging in Amsterdam.

## Werk
Aanvankelijk realiseerde het bureau vooral relatief kleinschalige projecten, veelal in het zuiden van Nederland. Coenen verwierf echter toenemende bekendheid door projecten als de bibliotheek in Heerlen (1983-1986), het stadhuis in Delft (1984-1986) en zijn stedenbouwkundige ontwerpen zoals die voor de Vaillantlaan in Den Haag, het KNSM-eiland in Amsterdam en het masterplan voor het Céramique-terrein in Maastricht. Deze projecten versterkten de bekendheid in binnen- en buitenland.
Andere bekende projecten zijn het Smalle Haven-gebied (met daarin ook de Vestedatoren) in Eindhoven en het gebouw van het Nederlands Architectuurinstituut (thans: Het Nieuwe Instituut) in het Museumpark in Rotterdam. JCAU is ook een van de twee architectenbureaus van het (tweede) ontwerp van het Onderwijs- en Cultuur Complex Amare aan het Haagse Spui. Het andere bureau is NOAHH (Network Oriented Architects)
De ontwerpen van JCAU worden gekenmerkt door een duidelijke stedenbouwkundige oriëntatie, waarbij de inrichting van de openbare ruimte centraal staat. De wisselwerking tussen gebouw en stad staat centraal in de ontwerpen. Onder meer door elementen te laten terugkeren tracht JCAU tot een samensmelting te komen van de uiteenlopende ontwerpen en de bestaande context in een plan. Het werk is wel gekarakteriseerd als een ‘vriendelijk monumentalisme’. Binnen de Nederlandse architectuur treedt Jo Coenen op als pleitbezorger voor meer historisch besef, meer diepgang en meer gevoel voor continuïteit.
Exposities van het werk van Coenen en JCAU vonden onder andere in 2014 en 2020 plaats in Bureau Europa in Maastricht. Bij die laatste tentoonstelling, Jo Coenen. 40 jaar werken in Europa, ter ere van zijn 70e verjaardag, verscheen een catalogus samengesteld door Coenen zelf en Remco Beckers.
JCAU heeft naast Jo Coenen nog een tweetal partners (Thomas Offermans en Olivier Graeven) die samen het werk van Jo Coenen doorzetten met projecten in Nederland en België.

## Ontwerpen
Stedenbouwkundige plannen

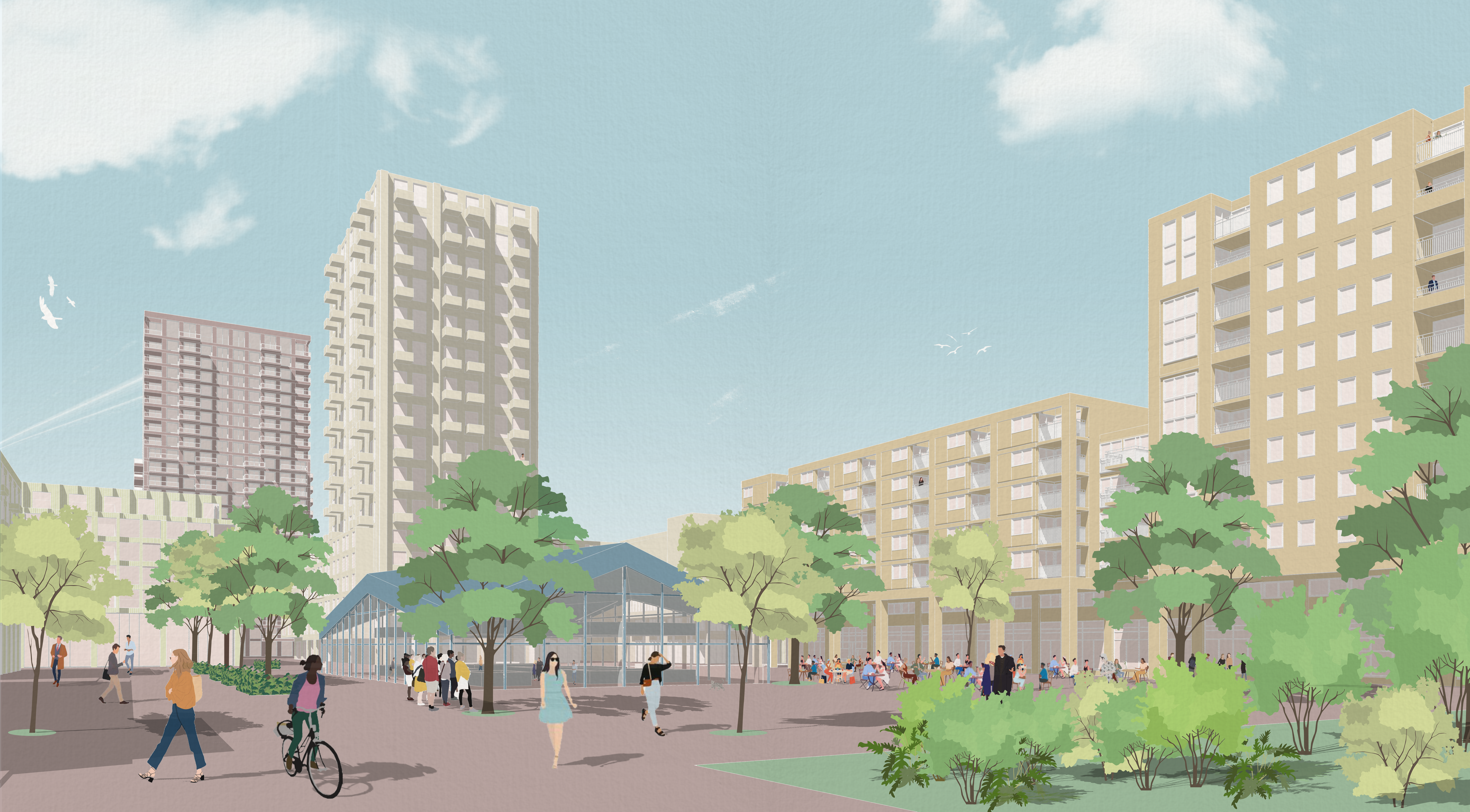
Schalkwijk, Haarlem
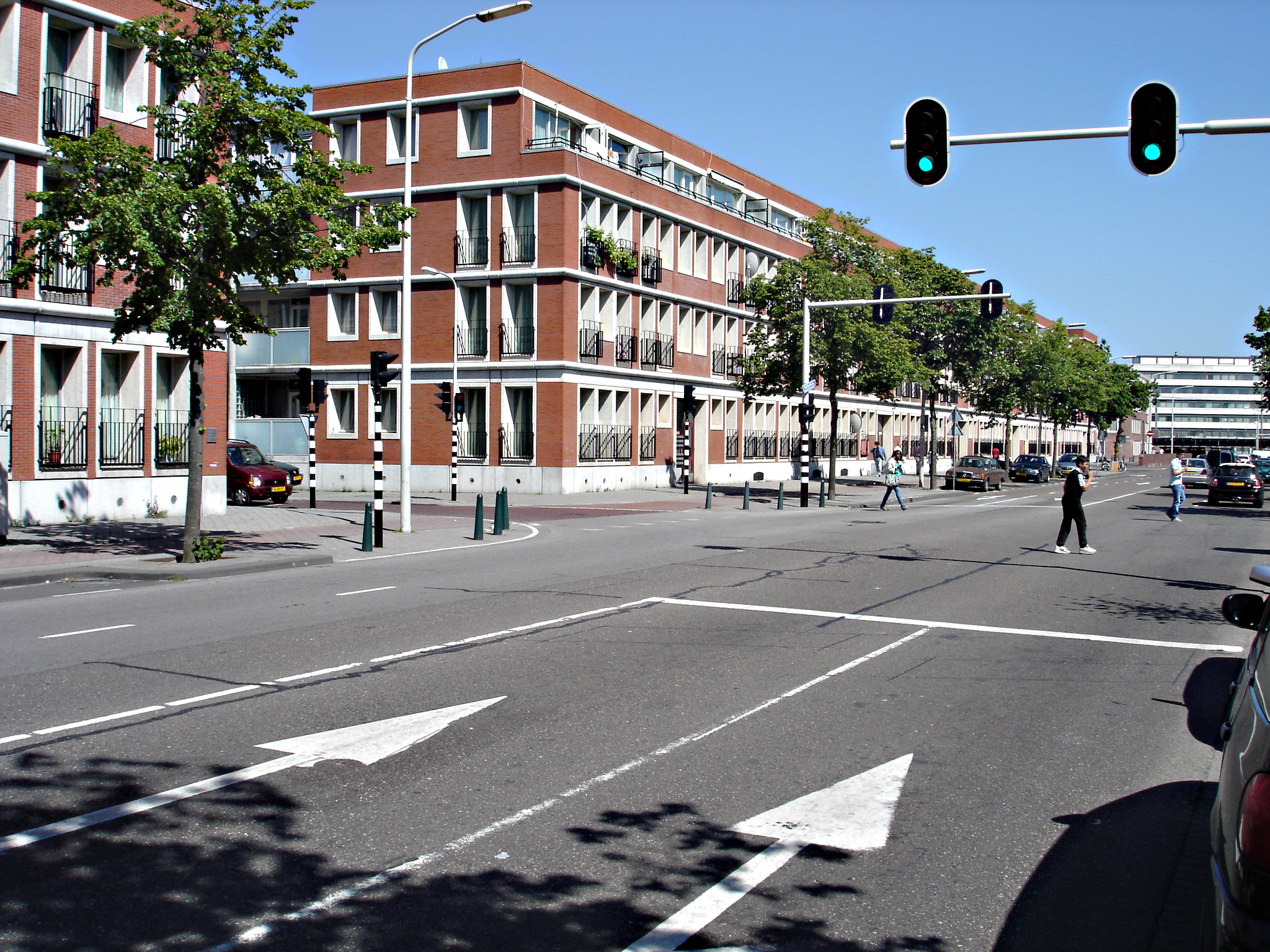
Vaillantlaan, Den Haag
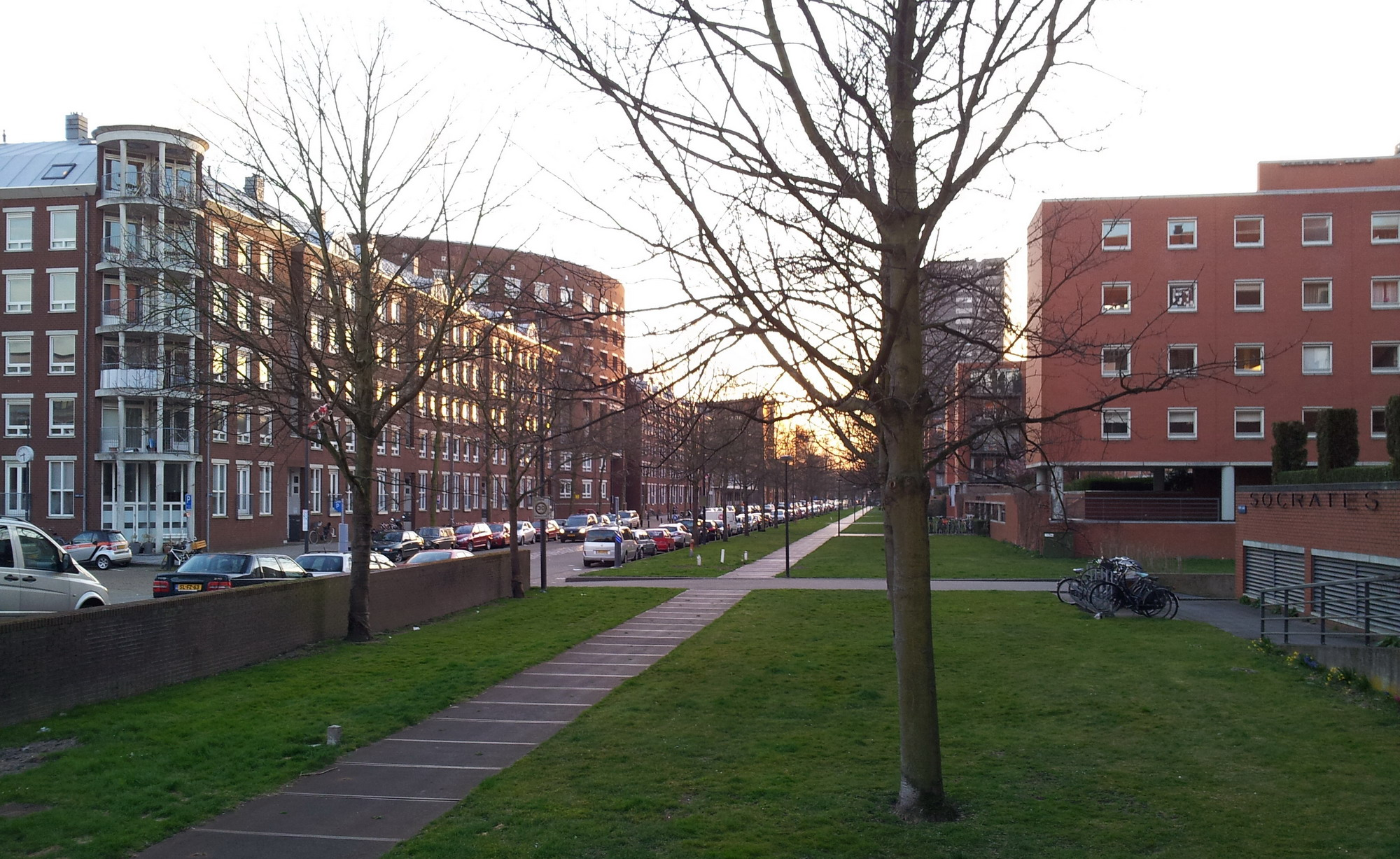
KNSM-laan, Amsterdam
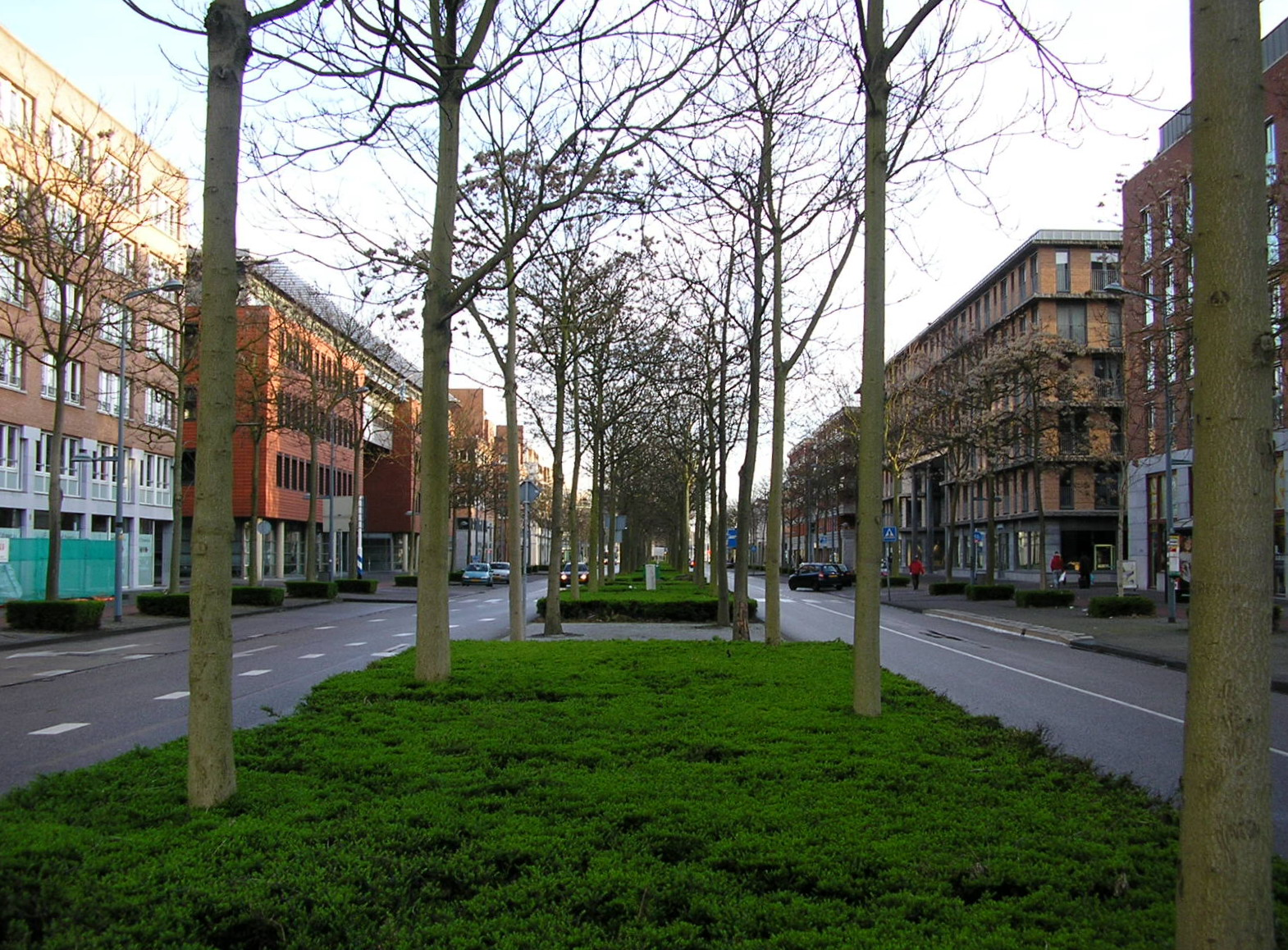
Avenue Céramique, Maastricht
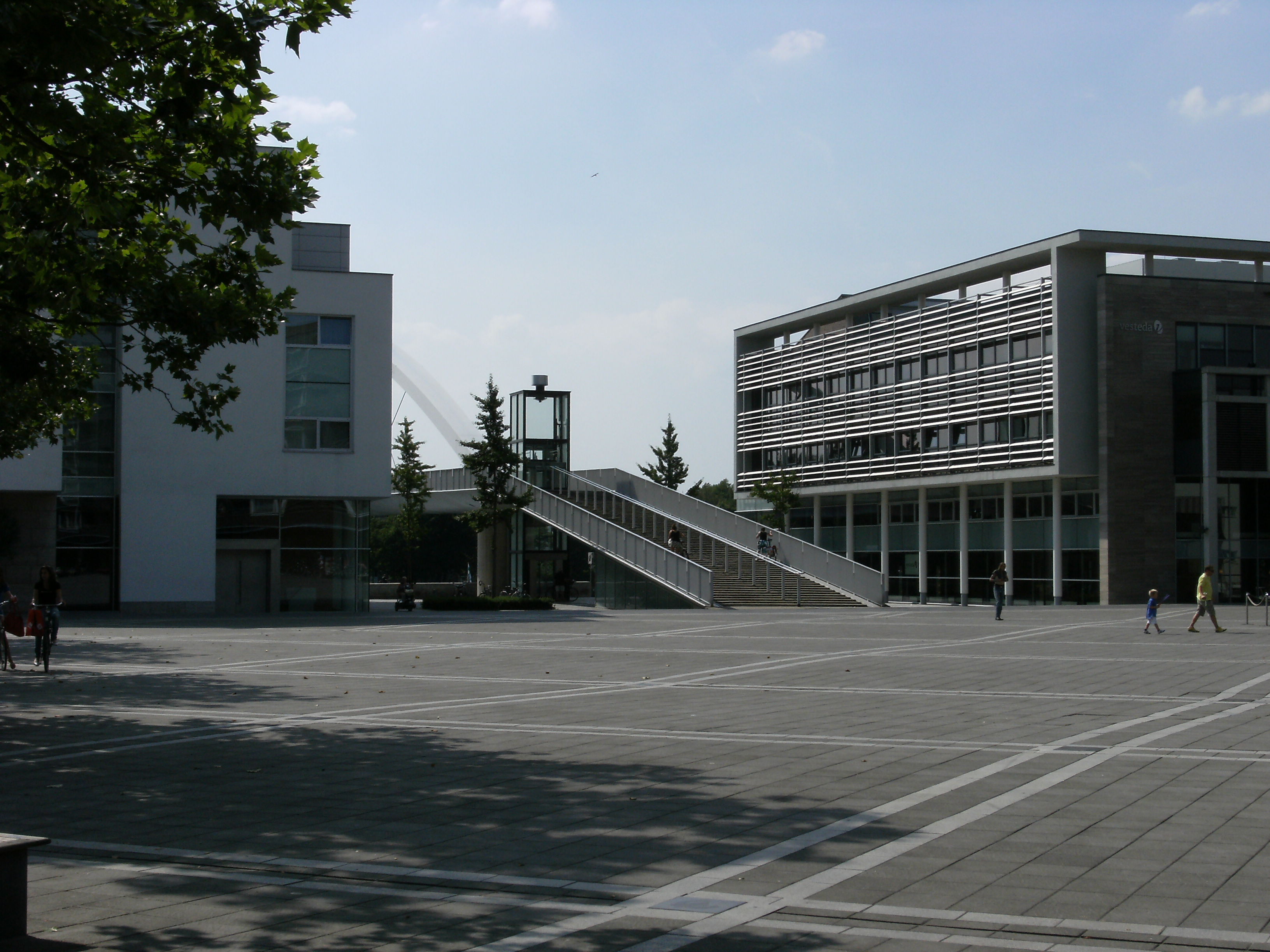
Plein 1992, Maastricht
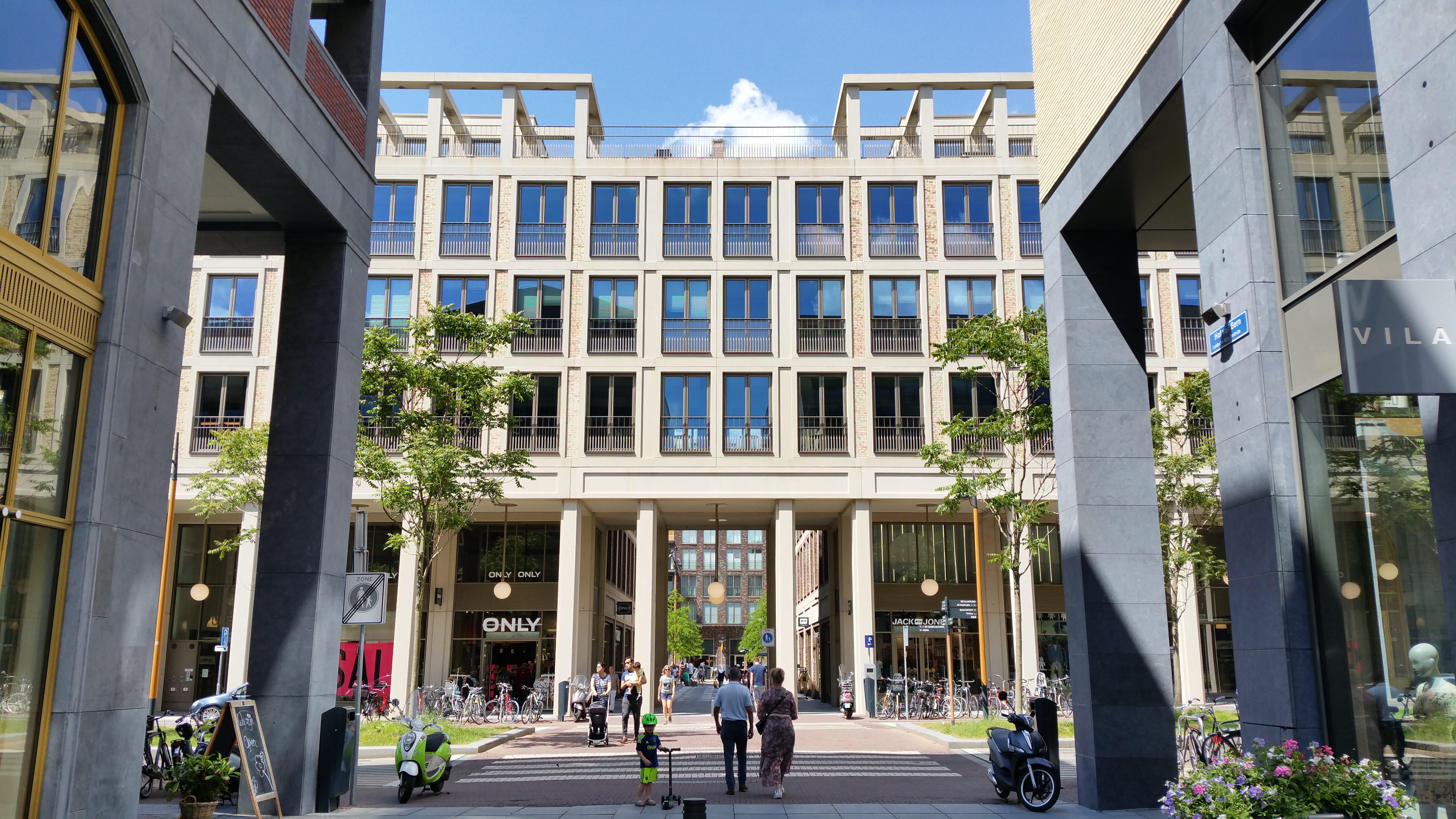
Winkelgebied Leidsche Rijn

Gebouwen Maastricht

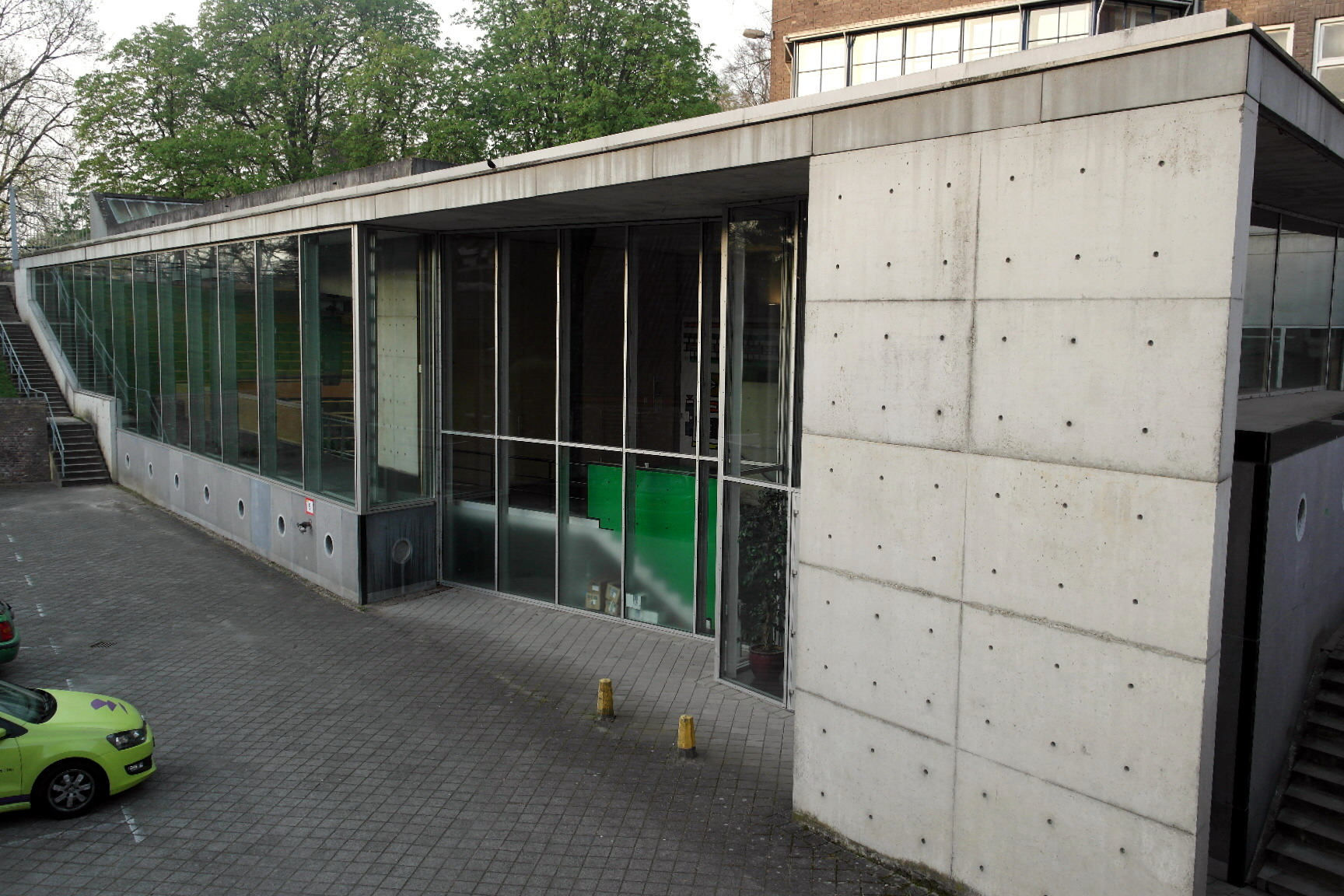
Collegezaal Universiteit Maastricht
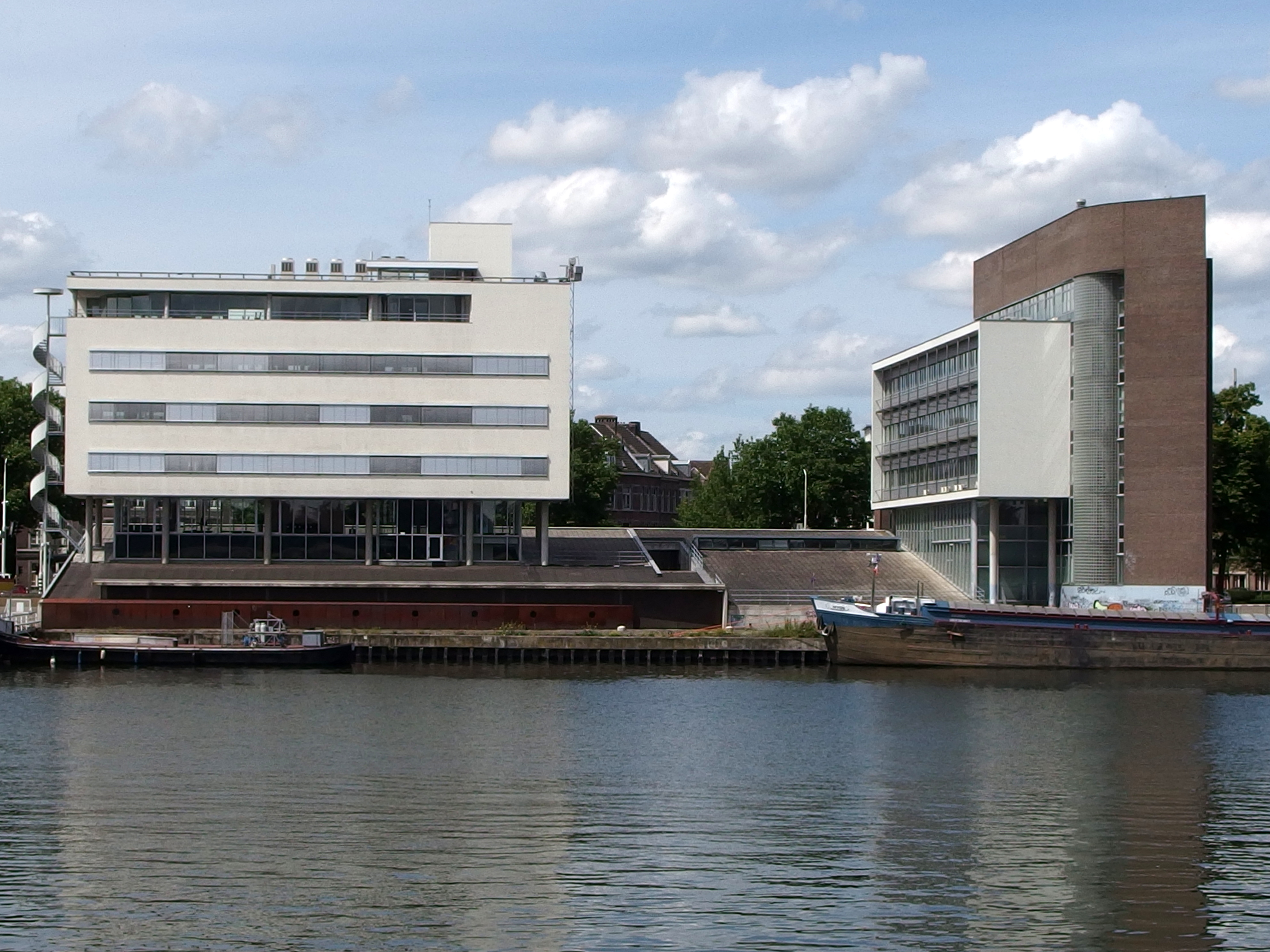
Kantoorgebouw Maasboulevard
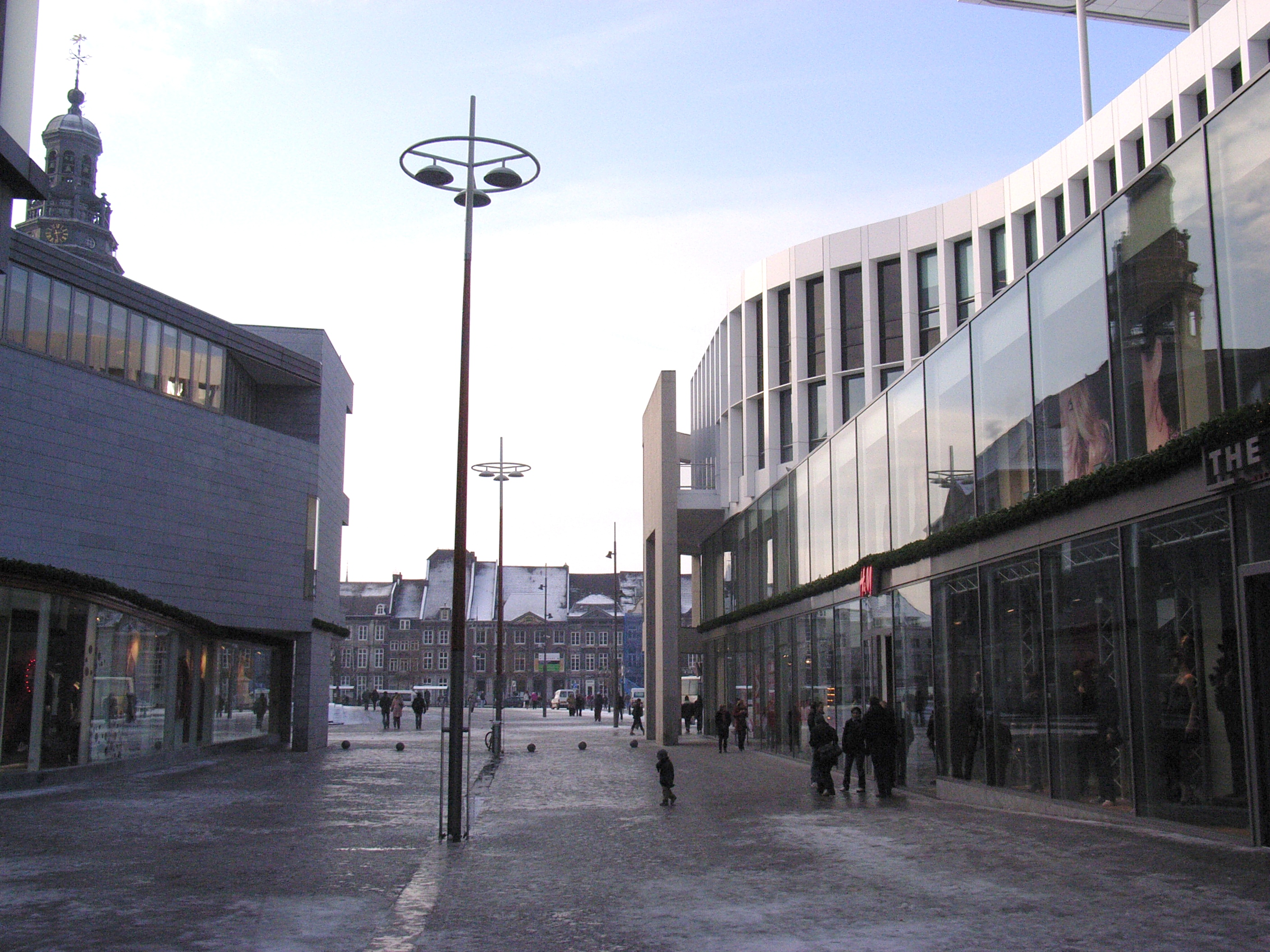
Mosae Forum, binnenstraat
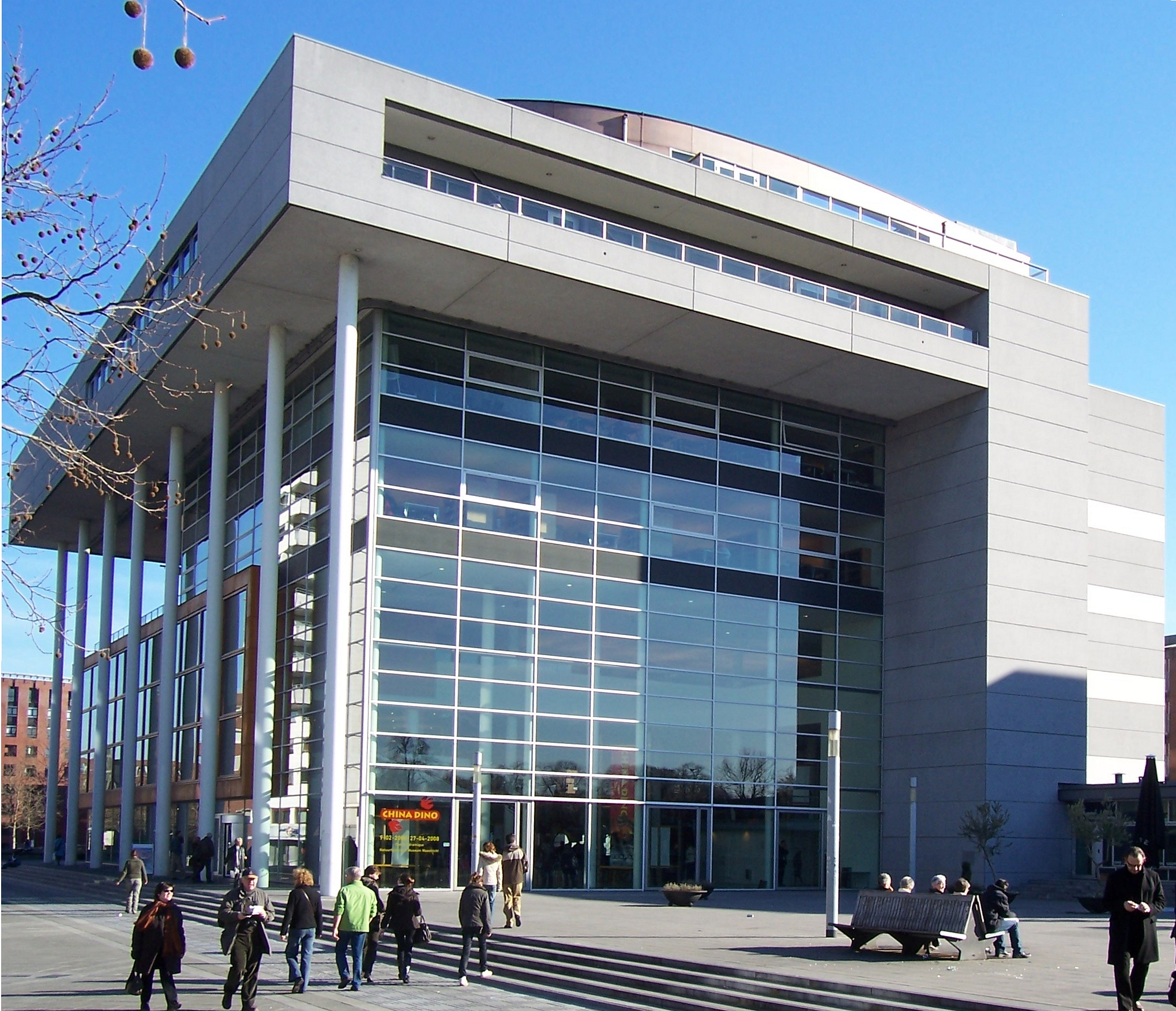
Centre Céramique
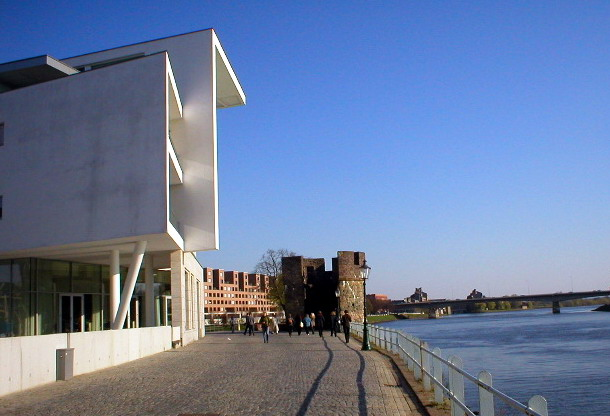
Appartementengebouw Céramique

Gebouwen elders

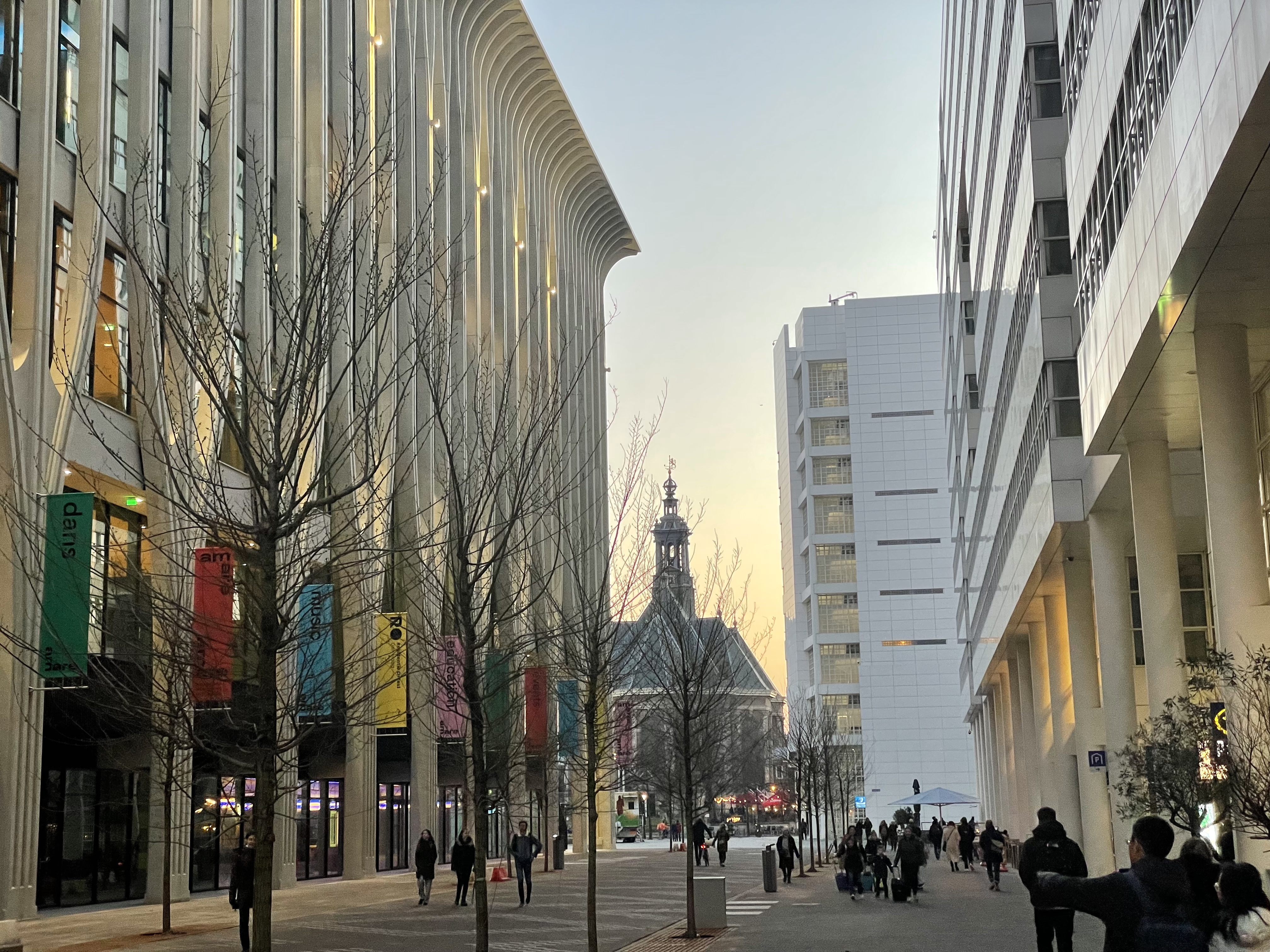
Amare, Den Haag
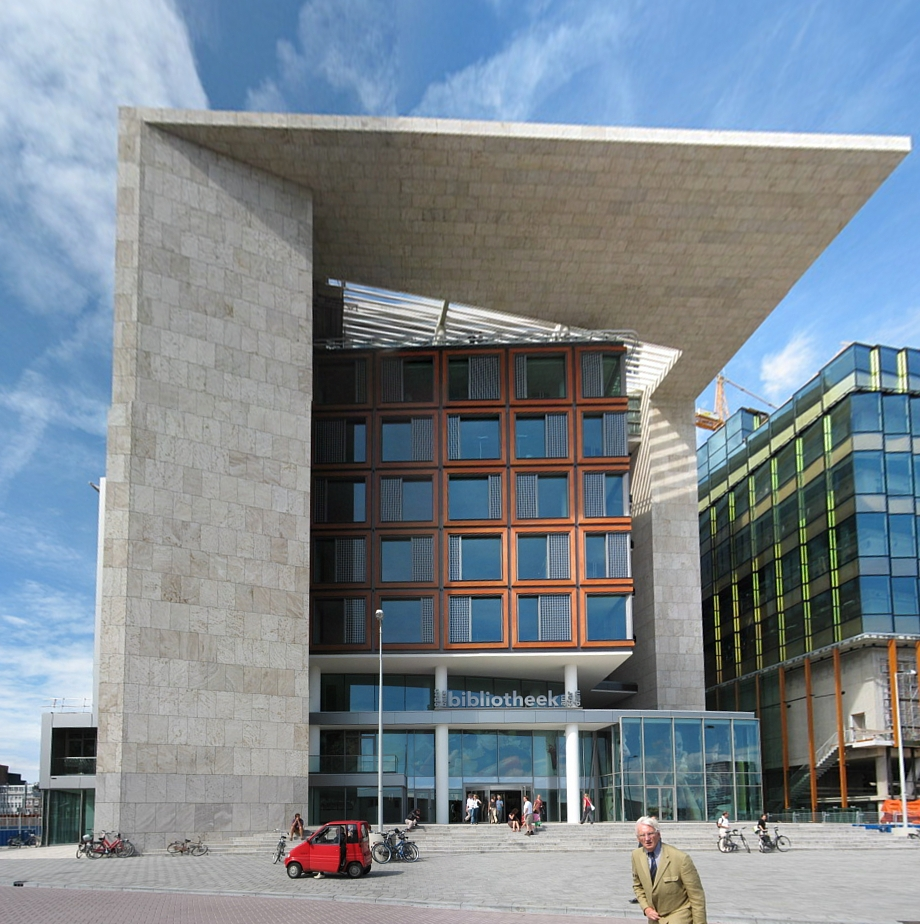
Openbare Bibliotheek Amsterdam
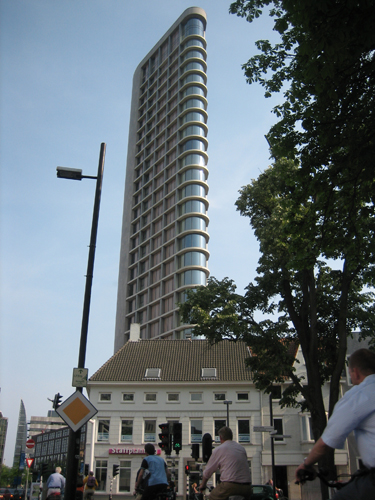
Vesteda Toren, Eindhoven
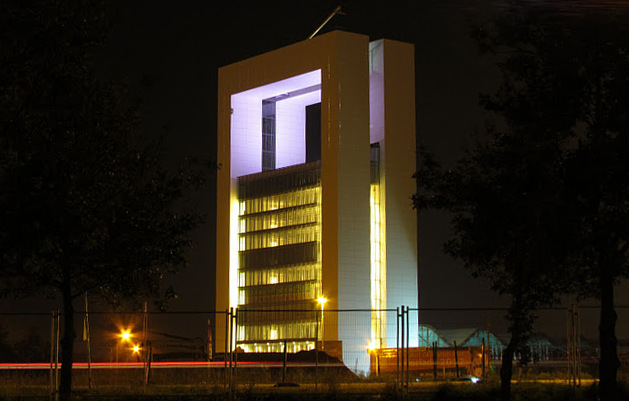
Innovatoren Floriade 2012, Venlo
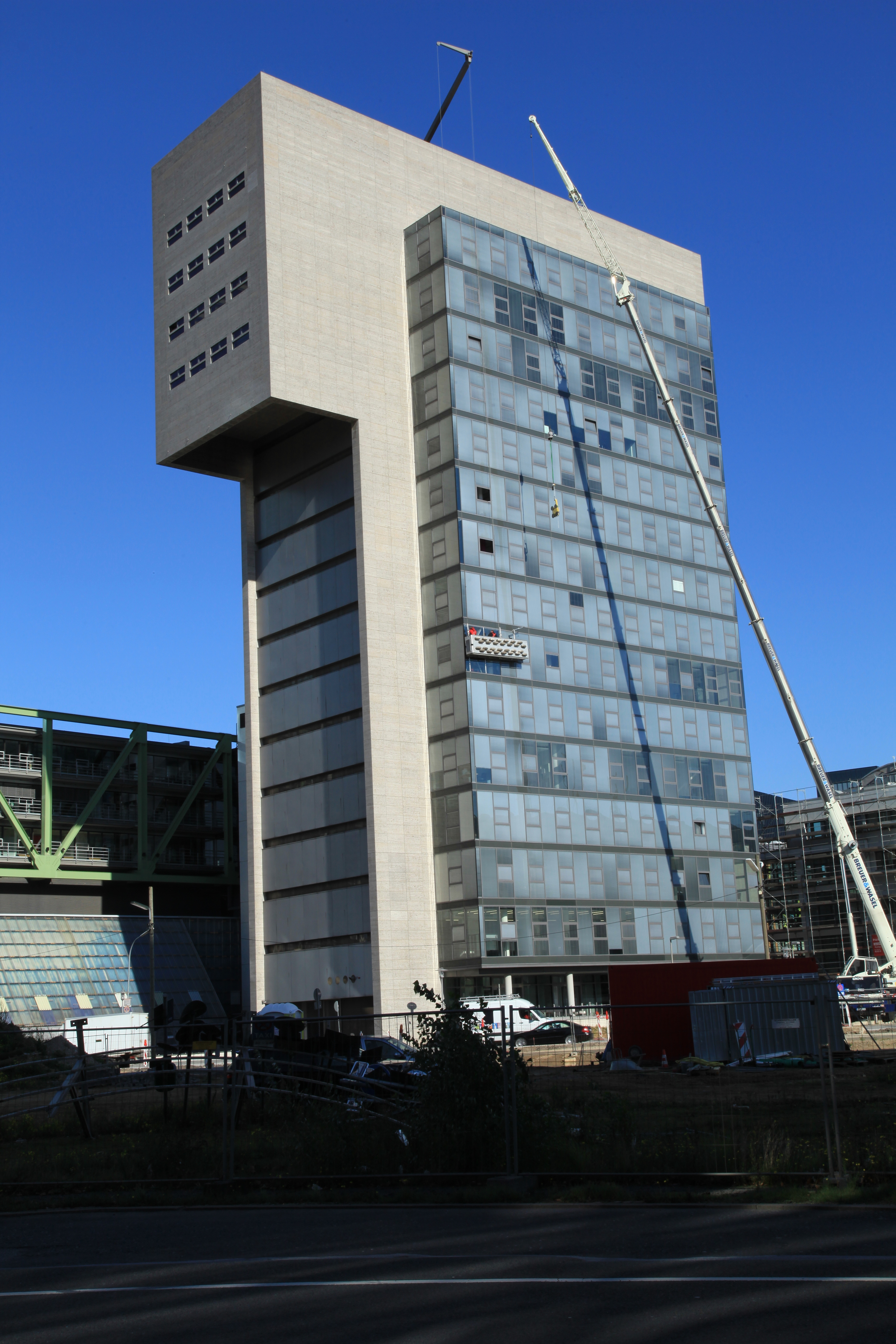
DOCK, Düsseldorf
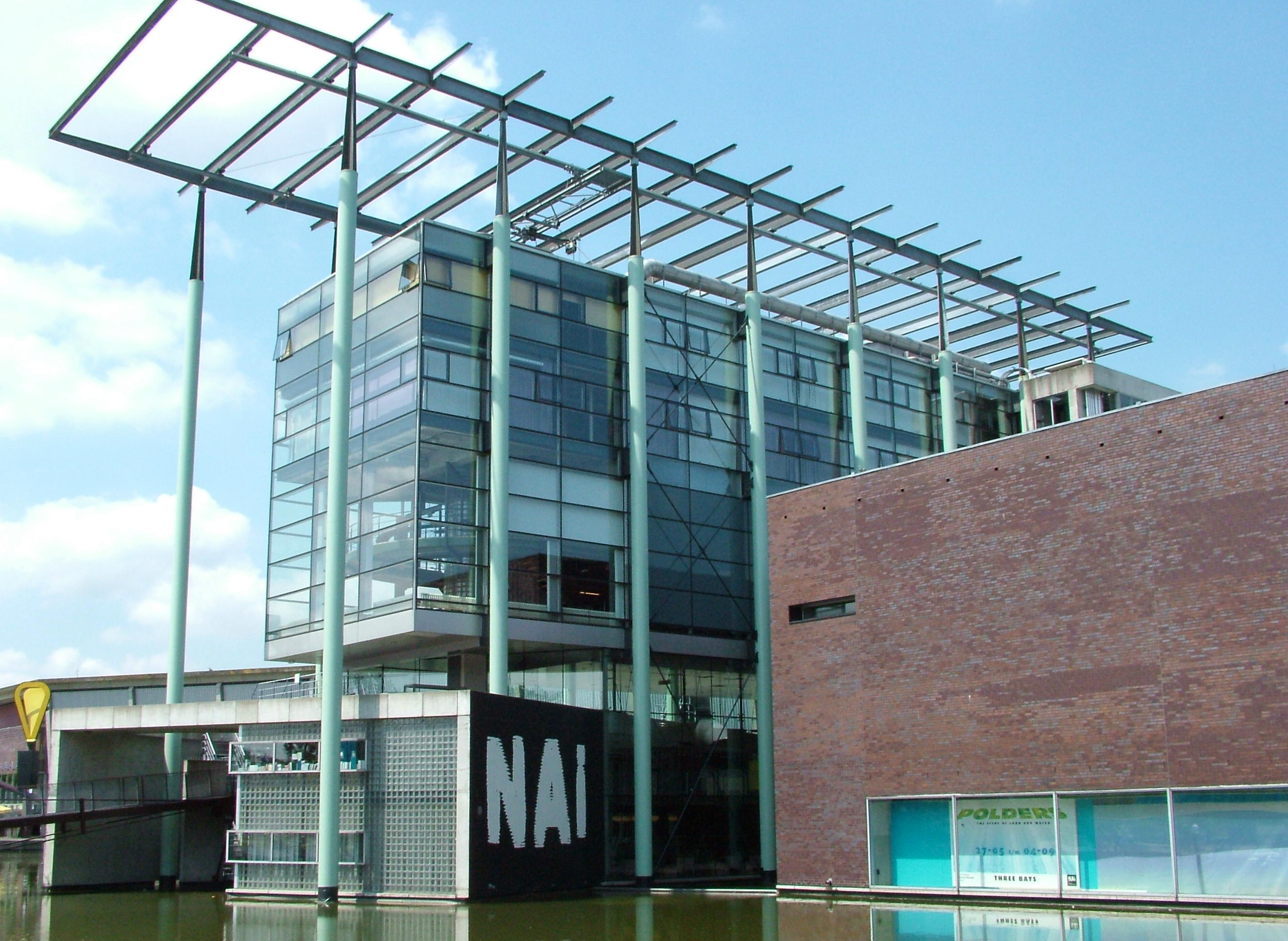
Nederlands Architectuurinstituut (thans: Het Nieuwe Instituut), Rotterdam